# Kosma Złotowski
Kosma Tadeusz Złotowski (ur. 14 stycznia 1964 w Bydgoszczy) – polski dziennikarz, polityk i samorządowiec, prezydent Bydgoszczy (1994–1995), senator VI kadencji (2005–2007), poseł na Sejm III i VII kadencji (1997–2001, 2011–2014), poseł do Parlamentu Europejskiego VIII, IX i X kadencji (od 2014).

## Życiorys
W 1990 ukończył studia z zakresu filologii polskiej na Wydziale Polonistyki Uniwersytetu Warszawskiego. W 2004 uzyskał tytuł Master of Business Administration (MBA) na Dominican University w Chicago.
Od 1990 do 1999 należał do Porozumienia Centrum, w którym przez rok pełnił funkcję rzecznika prasowego. W latach 1999–2002 działał w Porozumieniu Polskich Chrześcijańskich Demokratów, następnie krótko był członkiem SKL-RNP, a w 2002 przystąpił do Prawa i Sprawiedliwości.
W latach 1990–1991 pracował jako asystent na Wydziale Humanistycznym Wyższej Szkoły Pedagogicznej w Bydgoszczy oraz dziennikarz nowo powstałego ośrodka telewizji – TVP Bydgoszcz. W latach 1993–1994 prowadził firmę zajmującą się produkcją materiałów telewizyjnych. Od 1994 do 1995 zajmował stanowisko prezydenta Bydgoszczy. W latach 1996–1997 ponownie pracował w bydgoskim Oddziale Telewizji Polskiej.
Bez powodzenia kandydował do Sejmu z listy PC w 1991. Od 1997 do 2001 sprawował mandat posła na Sejm III kadencji z listy Akcji Wyborczej Solidarność. Pracował w Komisji Spraw Zagranicznych oraz Komisji Administracji i Spraw Wewnętrznych. Był także członkiem stałej delegacji Sejmu i Senatu do Zgromadzenia Parlamentarnego Unii Zachodnioeuropejskiej i przewodniczącym Poselskiego Zespołu na rzecz Społeczeństwa Informacyjnego. Od 2002 do 2005 zasiadał w bydgoskiej radzie miasta. W 2004 bez powodzenia kandydował z listy PiS do Parlamentu Europejskiego w okręgu bydgoskim.
W 2005 został wybrany do Senatu VI kadencji z listy PiS w okręgu bydgoskim. Był członkiem Komisji Praw Człowieka i Praworządności i zastępcą przewodniczącego Komisji do Spraw Unii Europejskiej. W przedterminowych wyborach parlamentarnych w 2007 ponownie kandydował do Senatu z listy PiS, uzyskał 86 750 głosów, co nie wystarczyło na zdobycie mandatu. W 2010 kandydował z ramienia tej samej partii na urząd prezydenta Bydgoszczy, zajmując trzecie miejsce.
W wyborach w 2011 został wybrany do Sejmu. Kandydował jako lider listy PiS w okręgu bydgoskim, dostał 21 607 głosów. Kandydował z ramienia PiS również w wyborach do Parlamentu Europejskiego w 2014, uzyskując mandat europosła VIII kadencji. W 2019 i 2024 z powodzeniem ubiegał się o reelekcję.

## Wyniki w wyborach ogólnopolskich
| Wybory | Komitet wyborczy                   | Komitet wyborczy           | Organ                            | Okręg            | Wynik          |
| ------ | ---------------------------------- | -------------------------- | -------------------------------- | ---------------- | -------------- |
| 1997   |                                    | Akcja Wyborcza Solidarność | Sejm III kadencji                | nr 6             | 13 629 (3,59%) |
| 2004   |                                    | Prawo i Sprawiedliwość     | Parlament Europejski VI kadencji | nr 2             | 4264 (1,46%)   |
| 2005   | Senat VI kadencji                  | Prawo i Sprawiedliwość     | nr 4                             | 59 986 (20,53%)  |                |
| 2007   | Senat VII kadencji                 | Prawo i Sprawiedliwość     | nr 4                             | 86 750 (20,58%)  |                |
| 2011   | Sejm VII kadencji                  | Prawo i Sprawiedliwość     | nr 4                             | 21 607 (5,88%)   |                |
| 2014   | Parlament Europejski VIII kadencji | Prawo i Sprawiedliwość     | nr 2                             | 41 188 (11,48%)  |                |
| 2019   | Parlament Europejski IX kadencji   | Prawo i Sprawiedliwość     | nr 2                             | 107 113 (16,14%) |                |
| 2024   | Parlament Europejski X kadencji    | Prawo i Sprawiedliwość     | nr 2                             | 61 463 (11,28%)  |                |

## Życie prywatne
Żonaty, ma dwoje dzieci.